# Віадук у Ворохті
Віадук у Ворохті — залізничний кам'яний арковий міст через річку Прут на Івано-Франківщині у селищі Ворохта. Збудований у 1895 за часів Австро-Угорщини полоненими італійцями.

## Опис
У 1870 у Віденському парламенті обговорювалась необхідність проведення Транскарпатської магістралі. Глобальність проекту полягала у побудові проміжної ланки на шляху між Чорним (Одеса) та Адріатичним (Трієст) морями. Через небажання Росії з'єднувати залізницею Ясси та Кишинів задум не вдався, однак багаті деревиною, залізом та сіллю регіони знайшли вихід до споживача.
У 1894 прокладено колію за маршрутом Станиславів — Надвірна — Вороненка із суміжною лінією Ділове — Ясіня — Вороненка зі сторони Закарпаття. Так утворилася колія довжиною близько 135 км. Цей шлях, за задумом, мав стати прямою магістральною трасою через хребет Карпатських гір до тодішньої столиці Відня. Реалізації цього варіанту розвитку завадила І світова війна та черговий поділ земель між державами.
Міст поєднує береги річки Прут. Через особливий ландшафт русла у цьому місці міст довелося будувати таким довгим.
Щоб зберегти пам'ятку історії, у 2000 біля історичного було зведено ще один залізничний міст, старий австрійський зараз не функціонує. Через мальовничий вигін русла річки у цьому місці створюється чудова панорама мосту. Сьогодні віадук не використовують. У Ворохту щороку приїжджає багато туристів, щоб побачити цю історичну пам'ятку.  [Архівовано 27 жовтня 2020 у Wayback Machine.]
Один з найстаріших та найдовших кам'яних аркових мостів (віадуків) Європи: довжина 200 метрів; протяжність центральної арки — 30 метрів. 

## Подібні мости
Окрім цього мосту, на Заході України збереглися ще кілька віадуків із залізничною колією: зокрема, ще два діючі і один недіючий мости є у самій Ворохті, два в Тернопільській області біля Теребовлі, в селах Кровинка і Плебанівка, і два біля Лавочного (Львівська область).

## Галерея

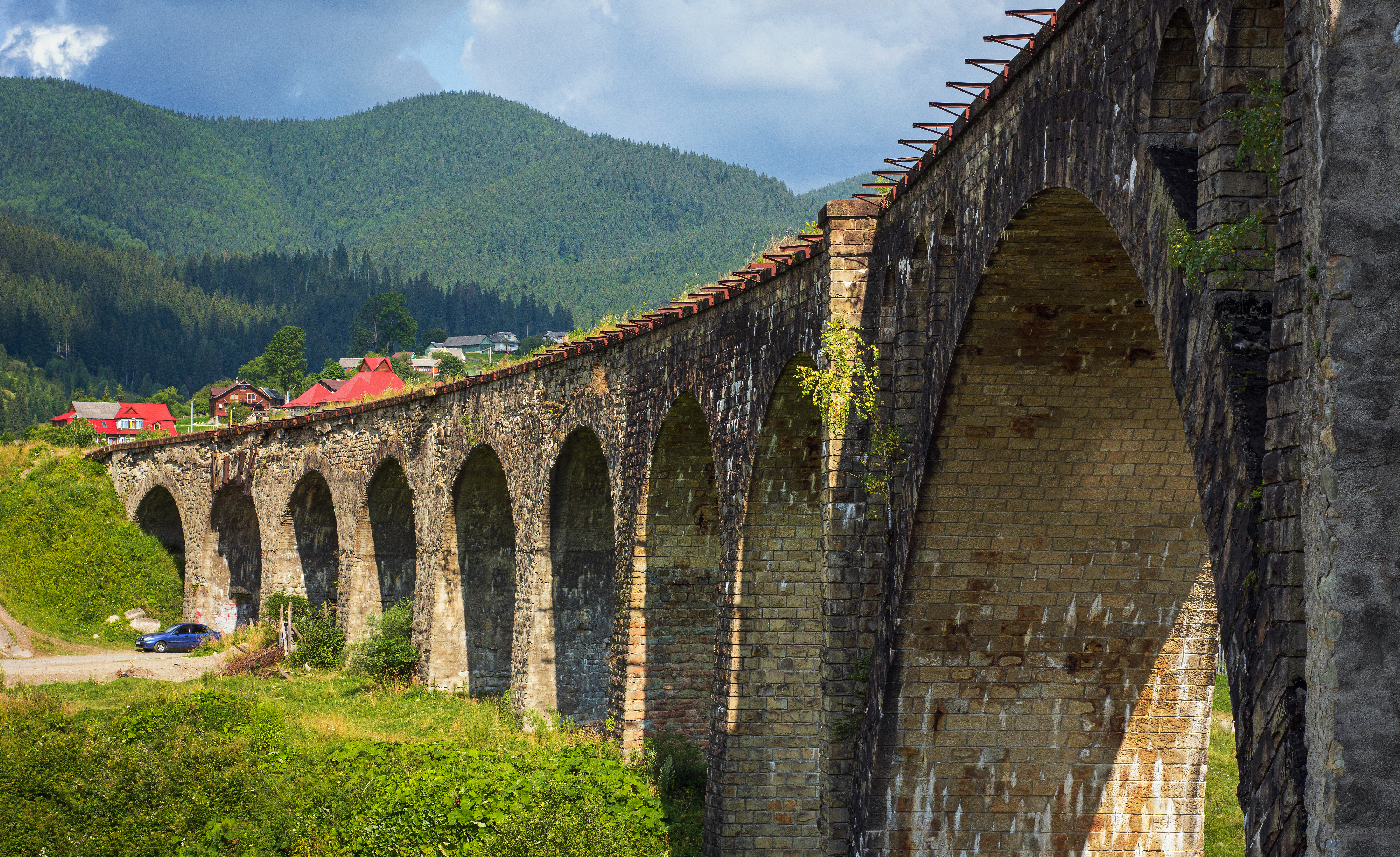
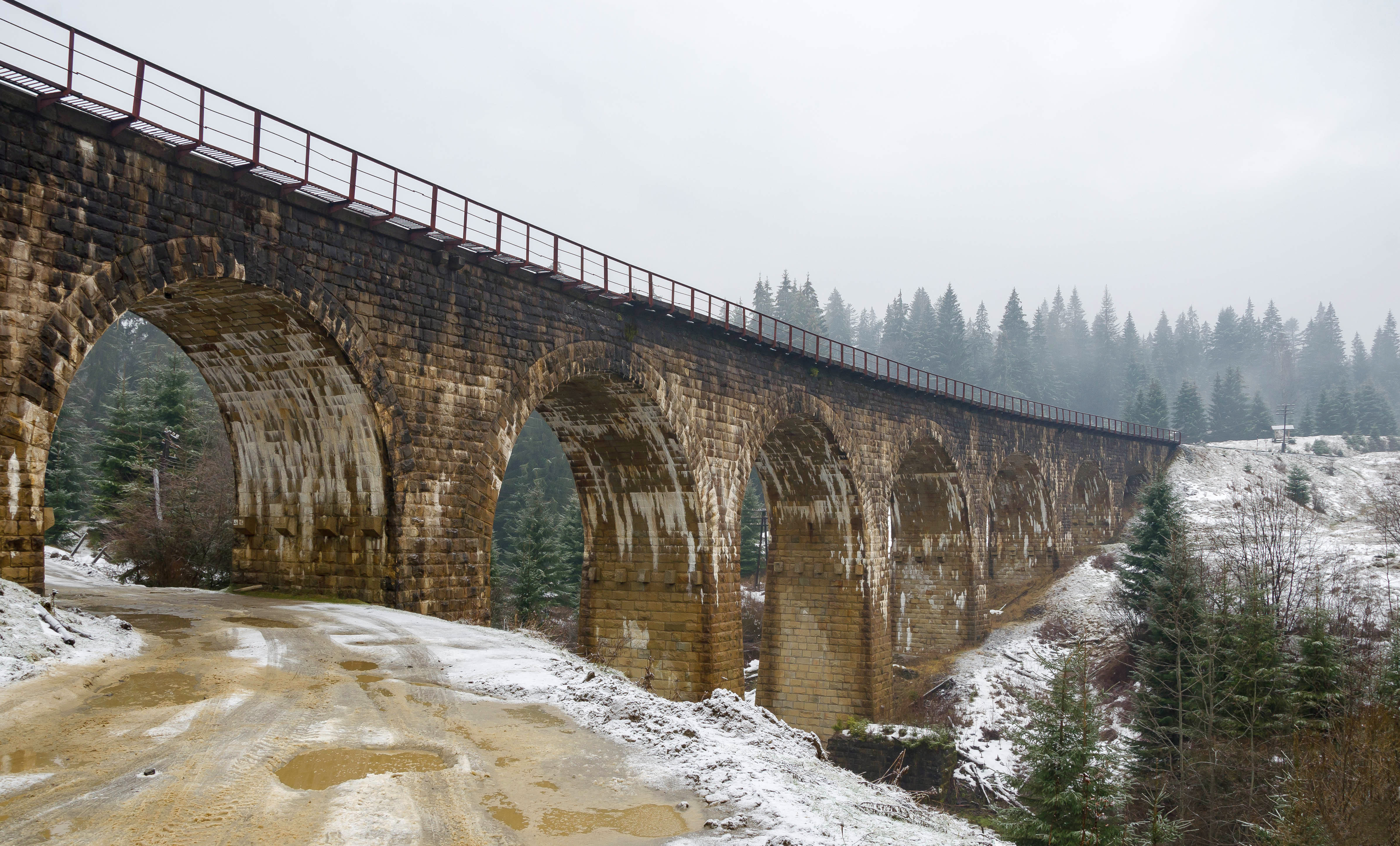
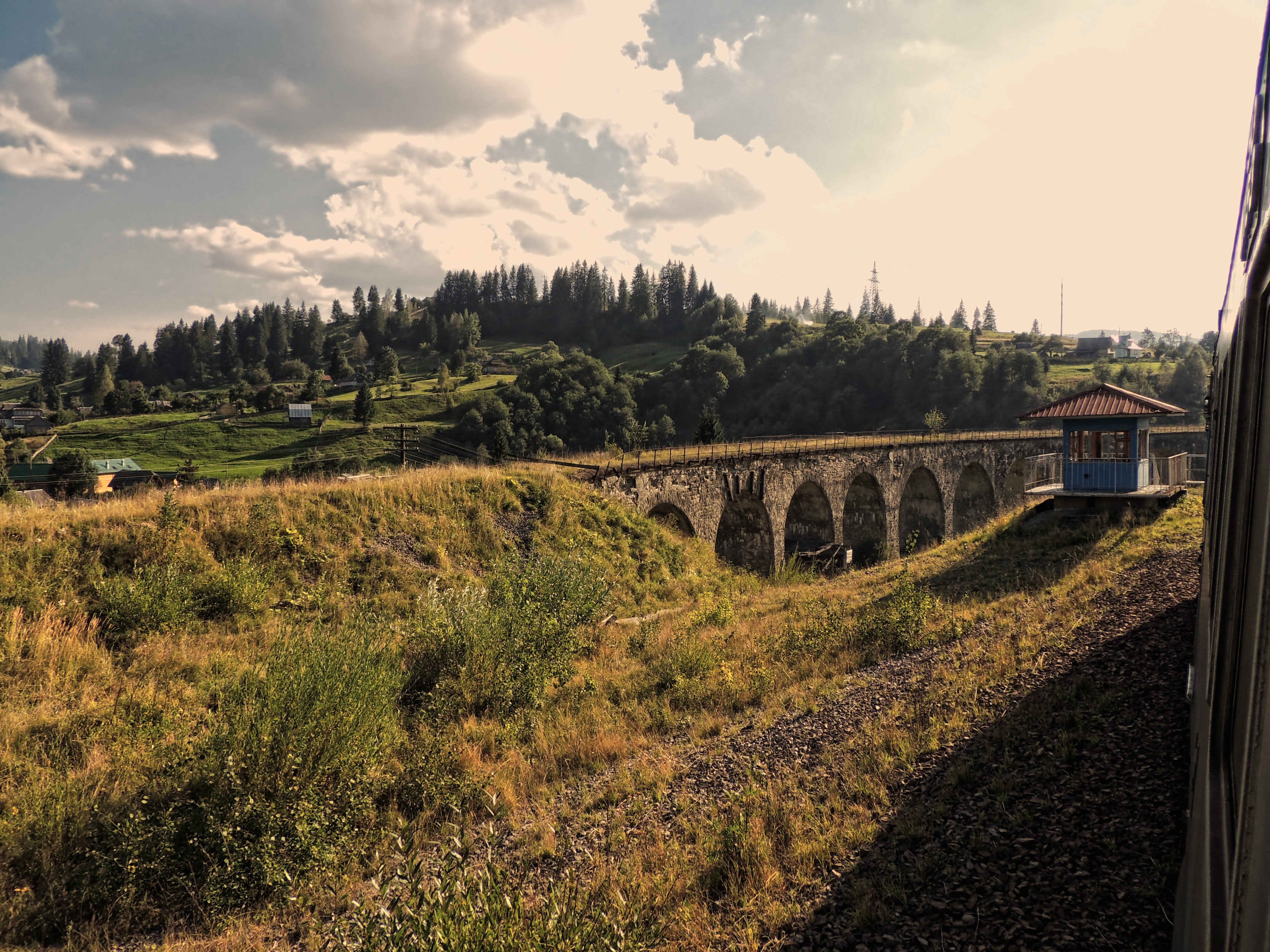
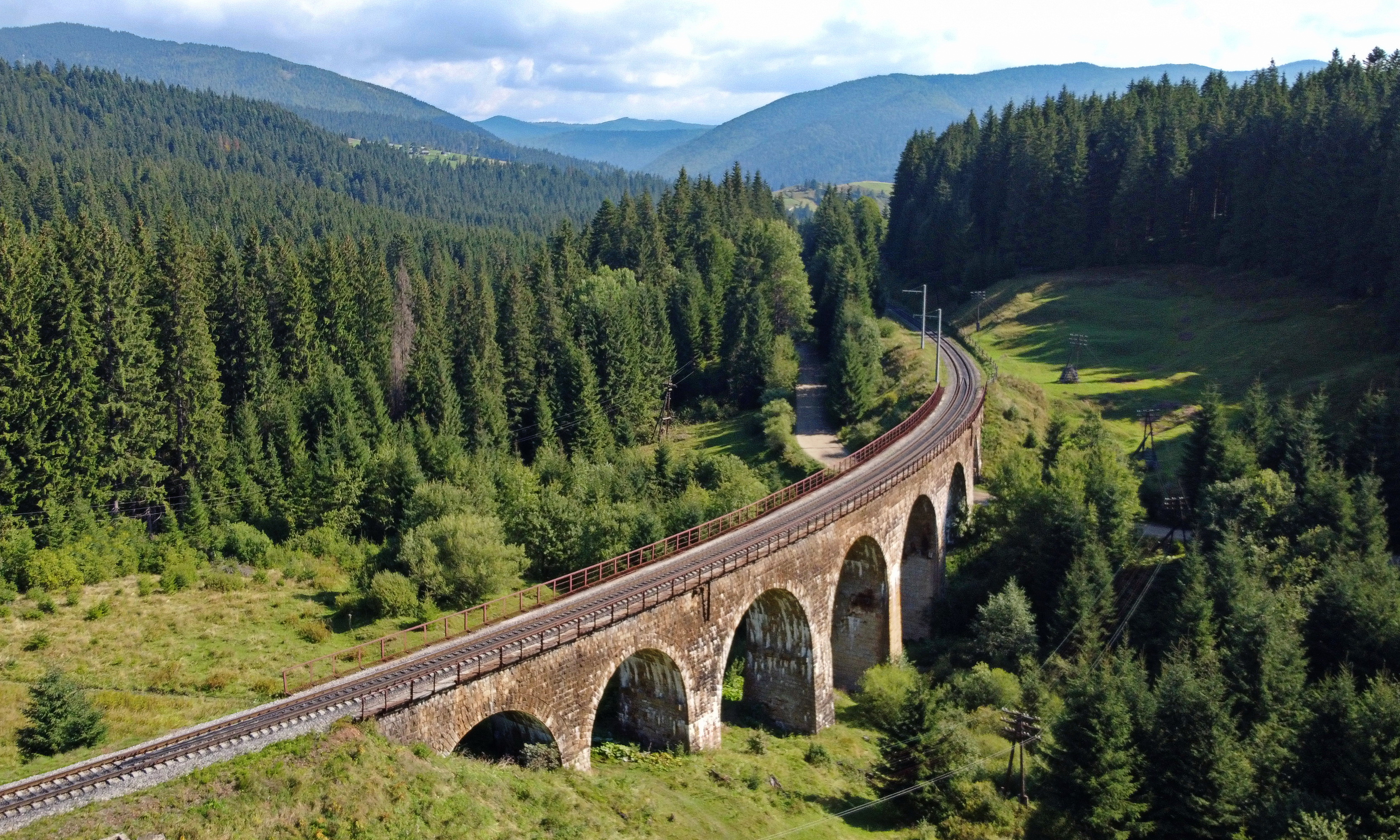